# Championnats d'Europe d'aviron 1932
Navigation
Édition précédente Édition suivante
Les championnats d'Europe d'aviron 1932, trente-troisième édition des championnats d'Europe d'aviron, ont lieu en 1932 à Belgrade, en Yougoslavie.

## Podiums

### Hommes
| Épreuves             | Or | Argent | Bronze |
| -------------------- | --- | --- | --- |
| Skiff M1x            | Enrico Mariani (ITA) | Vincent Saurin (FRA) | Jiří Zavřel (TCH) |
| Deux de couple M2x   | Hongrie Pál Bóday István Kauser | Italie Livio Curto Ettore Broschi | Pologne Roger Verey Jerzy Ustupski |
| Deux de pointe M2-   | Suisse Max Pfeiffer Hans Appenzeller | Italie Rino Galeazzi Vittorio Lucchini | Belgique Frans Thissen León Vergeele |
| Deux barré M2+       | Pays-Bas W.S. Schmoutziguer W.A.P. Storm van's Gravensande C.L. van Woelderen (barreur)                                                                | Italie Gustavo Sorge Angelo Sorge Livio Armando (barreur)                                                                                      | Pologne Henryk Grabowski Wiktor Szelągowski Henryk Kawalec (barreur)                                                                              |
| Quatre de pointe M4- | Hongrie László Bartók Károly Gyurkóczy László Szabó Zoltán Török                                                                                       | Italie Mario Leofler Giulio Berteletti Giuseppe Livorno Giovanni Monteggia                                                                     | Yougoslavie Petar Kukoć Jakov Tironi Luka Marasović Bruno Marasović                                                                               |
| Quatre barré M4+     | Italie Valerio Perentin Francesco Chicco Nicolò Vittori Giovanni Delise Renato Petronio(barreur)                                                       | Danemark Aage Hansen Christian Olsen Walther Christiansen Richard Olsen Poul Richardt (barreur)                                                | Tchécoslovaquie Václav Barcal Rudolf Bezděka Karel Kučera Josef Straka Zdeněk Eisner (barreur)                                                    |
| Huit M8+             | Yougoslavie Vjekoslav Rafaeli Ivo Fabris Elko Mrduljaš Juraj Mrduljaš Petar Kukoć Jakov Tironi Luka Marasović Bruno Marasović Miro Kraljević (barreur) | Hongrie Gusztav Götz Tibor Machan Elek Ivacskovics Kalman Saghy Alajos Szilassy Lajos Lafranco Rezsö Valy Arpad Kauser László Molnár (barreur) | Tchécoslovaquie Jiří Žába Karel Schuster Antonín Burda Karel Novák Karel Zázvorka František Vrba Vladimir Knop Václav Černý Josef Jabor (barreur) |